# جون روبرت كلاين
جون روبرت كلاين (بالإنجليزية: John Robert Kline)‏ هو رياضياتي أمريكي، ولد في 1891 في كويكرتاون في الولايات المتحدة، وتوفي في 2 مايو 1955.